# Komory na Mistrzostwach Świata w Lekkoatletyce 2009
Komory na Mistrzostwach Świata w Lekkoatletyce 2009 reprezentowane były przez 2 zawodników – 1 mężczyznę i 1 kobietę. Oboje odpadli w eliminacjach.

## Występy reprezentantów Komorów

### Mężczyźni
| Konkurencja   | Zawodnik         | Eliminacje | Eliminacje | Ćwierćfinał   | Ćwierćfinał   | Półfinał      | Półfinał      | Finał         | Finał         |
| Konkurencja   | Zawodnik         | Wynik      | Poz.       | Wynik         | Poz.          | Wynik         | Poz.          | Wynik         | Poz.          |
| ------------- | ---------------- | ---------- | ---------- | ------------- | ------------- | ------------- | ------------- | ------------- | ------------- |
| Bieg na 100 m | Mhadjou Youssouf | 10,89 SB   | 67.        | Nie awansował | Nie awansował | Nie awansował | Nie awansował | Nie awansował | Nie awansował |

### Kobiety
| Konkurencja   | Zawodniczka  | Eliminacje | Eliminacje | Ćwierćfinał    | Ćwierćfinał    | Półfinał       | Półfinał       | Finał          | Finał          |
| Konkurencja   | Zawodniczka  | Wynik      | Poz.       | Wynik          | Poz.           | Wynik          | Poz.           | Wynik          | Poz.           |
| ------------- | ------------ | ---------- | ---------- | -------------- | -------------- | -------------- | -------------- | -------------- | -------------- |
| Bieg na 100 m | Ahamada Feta | 11,80      | 38.        | Nie awansowała | Nie awansowała | Nie awansowała | Nie awansowała | Nie awansowała | Nie awansowała |